# Toro, Molise
Toro är en ort och kommun i provinsen Campobasso i regionen Molise i Italien. Kommunen hade 1 309 invånare (2018).